# Čereňany
Čereňany (Hongaars: Cserenye) is een Slowaakse gemeente in de regio Trenčín, en maakt deel uit van het district Prievidza.
Čereňany telt 1.748 inwoners.